# 54e cérémonie du Deutscher Filmpreis
La 54e cérémonie des Deutscher Filmpreis, organisée par la Deutsche Filmakademie (« Académie du film allemand »), s'est déroulée le 18 juin 2004.

## Palmarès
- Meilleur film :
  -  Head-On (Gegen die Wand) de Fatih Akın
  -  Kroko de Sylke Enders
  -  Le Miracle de Berne (Das Wunder von Bern) de Sönke Wortmann
  - Herr Lehmann de Leander Haußmann
  - Muxmäuschenstill de Marcus Mittermeier
  - L'Ombre de l'enfant (Wolfsburg) de Christian Petzold